# Чета милиције Торнадо
Чета патролне службе милиције специјалне намене "Торнадо" (укр. Рота патрульної служби міліції особливого призначення «Торнадо»), такође познат и као Батаљон Торнадо бивша је добровољачка специјална јединица Министарства унутрашњих послова Украјине. Формирана је у септембру 2014. године и постала је део Министарства унутрашњих послова Украјине у Запорошкој области. Створена је на основу расформираног добровољачког батаљона Шахтјорск.  Чета Торнадо је распуштена наредбом министра унутрашњих послова Авакова 18. јуна 2015. године.

## Стварање
Министар унутрашњих послова Украјијне Арсен Аваков је 16. октобра 2014. године наредио расформирање батаљона патролне службе специјалне полиције "Шахтјорск". Тада је изјавио јединица да је разлог распуштања више случајева пљачки на територији Волновахе у Доњецкој области. Међутим, према извештају организација за људска права, јединица је извршавала и друга кривична дела. Извештаји, између осталог, наводе и отмицу неколико становника Марјинке од стране припадника батаљона Шахтјорск, који су прво коришћени као живи штит од снајперске ватре, а затим су им на главе стављане пластичне кесе, након чега су били тучени и приморани на тешке послове.
Након расформирања батаљона, људство је подељено у две групе: у јединицу „Света Марија“ Министарства унутрашњих послова, у којој су били добровољци из Шахтјорска, Азова и политичке партије „Братство“ Дмитрија Корчинског, и групу запослених у Министарству унутрашњих послова, углавном становника Луганске и Доњецке области, од којих је одлучено да се створи нова добровољачка јединица Министарства унутрашњих послова „Торнадо“.
23. октобра у прес центру „ТЕЗИС.ТВ” у Запорожју одржана је презентација нове специјалне јединице Министарства унутрашњих послова новинарима и јавности. Командант Данило Воља (псеудоним— „Први“) је изјавио да ће јединица функционисати као чета. Главни задатак — супротстављање сепаратизму на истоку Украјине. Припадници „Торнада“ су намењени извршавању задатака извиђачко-диверзантског карактера.
Значајан број припадника чете били су бивши осуђеници.

## Историја

### Скандали у јесен 2014
Служба безбедности Украјине је 2. новембра у Кијеву привела шесторицу бивших припадника „Шахтјорска“, који су примљени у „Торнадо“. Према изјавама из прес-центра СБУ, они су означени као "припадници посебно опасне субверзивне групе бивших службеника органа унутрашњих послова који су имали задатак да извршавају низ приватних налога“.
Према верзији команде „Торнадо“, радило се о борцима новостворене јединице МУП-а, али са старим сертификатима јединице „Шахтјор", који су стигли у престоницу по хуманитарну помоћ коју су прикупили волонтери. Борци Торнада су 12. новембра известили да је градоначелник Запорожја Олександр Син одбио да испоштује наређење министра унутрашњих послова Авакова да распореди специјалну јединицу у град, упркос чињеници да је Одељење за стамбено-комуналне услуге Запорожја наводно већ пронашло просторије, а добровољцима су испоручени прехрамбени производи и основне потрепштине. Према сведочењу припадника Торнада, током преговора са градоначелником, наводно су покушали да их ухапсе припадници полиције.
Према верзији прес-службе Олександра Сина, наоружани представници „Торнада“ су насилно упали у канцеларију градоначелника, који је позвао полицију. Додаје се да је одлучено да батаљон буде стациониран у Бердјанском округу, а не у Запорожју, у складу са одлуком команде Запорошког војног гарнизона.

### Станица Луганска
Чета „Торнадо“ је 1. јануара 2015. стигла у Станицу Луганска, где је била смештена у железничкој болници, чиме је лишена заштићеног статуса. Болницу су тада запалили проруски милитанти. Убрзо по доласку, припадници јединице су почели да претресају пролазнике на улицама и одузимају им мобилне телефоне. Објаснили су то као „проверу” и обећали да ће телефони потом бити враћени у окружну државну управу, али ништа од одузете имовине никада није враћено. Након тога, припадници јединице започели су незаконите претресе стамбених објеката цивилних становника. Том приликом су од њих „конфисковали” вредне ствари, тукли и понижавали власнике, претећи им оружјем. Пријављени су и случајеви нестанка људи који су приведени и одведени у железничку болницу.
Један од припадника чете "Торнадо” је, под претњом убиством, приморао киднапованог цивила да лиже пластичну цевку, имитирајући физиолошке карактеристике оралног односа. Други цивил је био приморан да изврши сличне радње под претњом омамљивачем. Многи киднаповани цивили су били приморани на међусобни анални и орални секс, док су припадници Торнада сцене снимали камерама.

### Переваљск
Према речима главног тужиоца Украјине Анатолиј Матиоса, припадници Торнада су вршили тортуру у посебно изопаченом облику. Издвојен је пример из Переваљска, где су у градској школи силовали вазаног човека, након чега су га убили.

### Хапшење команде Торнада
Војно тужилаштво је у марту 2015. године покренуло кривични поступак по члановима 255 (стварање злочиначке организације), 127 (извршење насилних радњи у вези са сексуалним насиљем) и 115 (убиство) Кривичног закона Украјине услед деловања посебне чете „Торнадо“ Министарства унутрашњих послова Украјине у Луганској области.
Дана 17. јуна 2015. године, по овом поступку, службеници Одељења унутрашње безбедности МУП-а, заједно са истражитељима војног тужилаштва, привели су осам припадника чете Торнадо, међу којима је и командир ове јединице, поручник полиције Руслан Онишченко, раније пет пута осуђиван. Суд је донео превентивне мере за свих осам приведених, међу којима је и седам службеника МУП-а - хапшење без кауције.
По почетку хапшења припадника специјалних снага, њени припадници, 100 службено регистрованих у Министарству унутрашњих послова и још 70 непознатих, затворили су се у своју базу у просторијама школе у близини Лисичанска и одбили да пусте истражитеље на њену територију. Заузели су периметарску одбрану, минирали подручје, донели аутоматске бацаче граната, организовали шест снајперских парова и припремили аутомобил за дизање у ваздух на улазу. Ескалација је на крају избегнута и батаљон је из Луганске пребачен у Донбаску област, ради распуштања.

## Распуштање
Чета Торнадо је распуштена по налогу министра унутрашњих послова Украјине Арсена Авакова 18. јуна 2015. године. Припадници Торнада су рекли да је распуштање повезано са њиховом "борбом против корупције". Начелник Луганске регионалне војно-цивилне администрације Генадиј Москаљ, који се претходно обратио Министарству унутрашњих послова, Оружаним снагама и Савету за националну безбедност и одбрану са захтевом да се батаљони „Торнадо” и „Чернигов” разоружају због криминалне активности, рекао је да борци оваквим изјавама само прикривају своје срамотно понашање. Према његовим речима, јединица не жели да се бори и никада није учествовала у борбеним дејствима, већ се претворила у организовану криминалну групу.

## Суђење
У разматрању обимног предмете, које је трајало скоро две године, сведочило је 111 људи.
Суђење је протекло иза затворених врата јер, према речима представника суда, „оптужница садржи злочине против полне слободе и сексуалног интегритета жртава“. Припадници Торнада су штрајковали глађу, захтевајући суђење отворено за јавност.
Оболонски окружни суд Кијева је 7. априла 2017. донео осуђујућу пресуду против 12 припадника расфомираног батаљона Торнадо.
Бивши командант чете Руслан Онишченко добио је 11 година затвора, његов заменик Никола Цукур - 9 година, држављанин Белорусије Данил Љашук  - 10 година, Иља Холод - 9,5 година. Бивши борци Борис Гулчук, Максим Хлебов и Микита Куст добили су по 9 година затвора, Анатолиј Пламађала - 8 година затвора. Јуриј Шевченко, Роман Иваш, Андриј Демчук и Микита Свиридовски осуђени су на 5 година условно. Од сваког од осуђеника наплаћено је по 7.750 гривни судских трошкова и свима су одузети полицијски чинови.
Апелациони суд Кијева је 16. марта 2018. почео да разматра жалбу на одлуку Оболонског окружног судa. Адвокати осуђених су тврдили да су првобитних, најтежих оптужби, попут убиства и силовања, више нема у оспореној пресуди, а да нису доказане ни оптужбе које је суд признао (проневера имовине, недозвољен улазак у објекте итд.). Народни посланик Јуриј Тимошенко је такође најавио намеру да осуђене ослободи уз кауцију. Међутим, Генерално Тужилаштво је убрзо саопштило да је кривица осуђених у потпуности доказана и да је казна преблага.
Дана 22. новембра 2019. године, Кијевски апелациони суд је потврио пресуду Оболонског окружног суда града Кијева од 7. априла 2017.
Касациони кривични суд у саставу Врховног суда Украјине је 10. септембра 2021. оставио непромењену казну дванаесторици бивших бораца распуштене чете милиције „Торнадо“.

## Нереди у истражном затвору
Осуђени бивши припадници чете „Торнадо“ су 9. августа 2018. организовали побуну у затвору Лукјанив, одбијајући да испоштују наређења полицајаца. Затвореници су се забарикадирали и користили импровизоване експлозивне направе, услед чега је повређен један од полицијских службеника.
Специјалне снаге полиције и СБУ морале су да изврше упад у објекат. Као резултат тога, тројица осуђених су одведена у друге притворске објекте на територији Кијевске области, а још четворица су смештена у самицу у Лукјаниву . Покренут је кривични поступак на основу чињенице да су извршена кривична дела. Према резултатима преткривичне истраге, бивши командир чете „Торнадо“ Онишченко и још тројица бивших припадника осумњичени су за кривична дела из чл. 294, део 1 Кривичног закона Украјине (масовни нереди), чл. 342, део 2 (отпор службенику за спровођење закона), чл. 345, део 4 (претња или насиље над службеником за спровођење закона), чл. 348 (задирање у живот службеника реда), чл. 263, део 1 (незаконито руковање оружјем). Још четири саучесника у нередима осумњичена су за кршење чланова који предвиђају одговорност за масовне нереде и отпор полицајцу. Троје запослених у притворском центру оптужено је за помагање и подржавање побуњених.

## Реакције
Организација „Украјинска хелсиншка унија за људска права“ је 2017. године изразила забринутост због тенденције да се озбиљни злочини украјинских снага оправдавају ратним стањем. Тако су осуђени припадници „Торнада” своје злочине правдали чињеницом да су њихове жртве били "само сепаратисти".

## Након распуштања
9. октобра 2015. јединица коју чине борци који су прошли додатну специјалну проверу ушла је у састав пука „Миротворац“.
Бивши припадник чете Александа Пугачов (позивни знак „Гуми“) оптужен је за убиство двојице полицајаца из Дњепра, које је, према сведочењима, извршио њиховим оружјем.

## Ослобађање
Дана 17. марта 2021. године, градски суд у Шевченкиву одлучио је да преиначи пресуду Микити Кусти и Максиму Хлебову у кућни притвор са сталним надзором.
Даниил Љашук је пуштен на слободу у јуну 2021.
Дана 11. јула 2022. године, Окружни апелациони суд Шевченков пустио је уз кауцију бившег команданта „Торнада“ Руслана Онишченкa.
Закључно са априлом 2023. сви осуђени припадници чете "Торнадо" су ослобођени. Из судских налога је познато да су најмање тројица ослобођених поново отишла на ратиште након ослобађања. Међу њима је био и Даниил Љашук, који је погинуо у рејону Бахмута 1. априла 2023. године.